# Castello di Aros
Il castello di Aros, conosciuto anche come castello di Dounarwyse, è un castello in rovina del XIII secolo, situato vicino a Salen, sull'isola di Mull: si affaccia sul Sound of Mull.

## Storia e descrizione
Il castello apparteneva al Clan MacDougall, i quali lo costruirono nel XIII secolo. A causa di una disputa tra Giovanni di Scozia e Roberto I di Scozia, le loro terre furono dichiarate abbandonate e il castello passò al Clan Donald; successivamente divenne proprietà dei MacDonald. Nel 1688 già fu descritto in rovina, ma nel 1690 venne assediato dalle truppe di Argyll. Non esistono altre testimonianze di invasioni dal XVIII secolo in poi.
Del castello restano tracce del cortile e di alcuni edifici, probabilmente di epoca più tarda rispetto alla costruzione della struttura primitiva; il castello doveva essere a due piani, più una mansarda. È protetto come scheduled monument.